# Węgierskie (Potęgowo)
Węgierskie (deutsch Vangerske, 1938–45 Wiesenberg, kaschubisch Wãgòrskô, auch Wãdżersczé) ist ein Dorf im Nordwesten der polnischen Woiwodschaft Pommern und gehört zur Landgemeinde Potęgowo (Pottangow) im Powiat Słupski (Kreis Stolp).

## Geographische Lage
Das ehemalige Gutsdorf Węgierskie, idyllisch in einem Talkessel angesiedelt, liegt nordöstlich der Kreisstadt Słupsk (Stolp) unweit der polnischen Landesstraße 6 (heute auch Europastraße 28, ehemals deutsche Reichsstraße 2), die von Stettin nach Danzig führt. Das fünf Kilometer entfernte Potęgowo ist die nächste Bahnstation an der Staatsbahnstrecke von Danzig nach Stargard.

## Ortsname
Die polnische Ortsbezeichnung Węgierskie steht auch für den Ort Węgierskie nahe Posen.

## Geschichte
Vangerske gehörte 1520 Kaspar Zitzewitz, von 1652 an besaßen es die von Grumbkow. Zusammen mit elf anderen Gütern im Kreis Stolp kam Vangerske 1790 durch Heirat von Ernst Friedrich Otto von Bonin mit Sophie von Podewils in die Hände der Familie Bonin.
1784 besaß Vangerske ein Vorwerk, eine Wassermühle, vier Bauern, zwei Kossäten, einen Krug und insgesamt zehn Feuerstellen. Es gehörte zum Güterkomplex Lupow (heute polnisch Łupawa), der 1855 Fideikommiss wurde. 1940 wurde Vangerske, das zuletzt nach Groß Runow (heute polnisch: Runowo) eingemeindet war, an Achim von Zitzewitz verkauft. Unter dem zwischen 1938 und 1945 gültigen Namen Wiesenberg galt es als die „Kornkammer“ der Gegend, und die Kartoffelsaatzuchtwirtschaft genoss einen großen Ruf. Im Jahre 1938 war das Rittergut Wiesenberg 368 Hektar groß, bei 314 Hektar Ackerland.
Die Gemeinde Groß Runow gehörte bis 1945 zum Landkreis Stolp im Regierungsbezirk Köslin der preußischen Provinz Pommern. Nach 1945 kam das ehemalige Vangerkse und damalige Wiesenberg an Polen und erhielt die Bezeichnung Węgierskie. Es ist heute eine Ortschaft innerhalb der Gmina Potęgowo im Powiat Słupski der Woiwodschaft Pommern (1975 bis 1998 Woiwodschaft Stolp).

## Kirche
Die Einwohnerschaft von Vangerske war vor 1945 fast ausnahmslos evangelischer Konfession. Die nächste Gottesdienststätte war die Dorfkapelle in Groß Runow (Runowo), die Filial im Kirchspiel Schurow (heute polnisch: Skórowo) im Kirchenkreis Stolp-Altstadt der Kirchenprovinz Pommern in der Kirche der Altpreußischen Union war. Letzter deutscher Geistlicher war Pfarrer Heinz Suhr.
Seit 1945 ist die Bevölkerung von Węgierskie überwiegend katholischer Konfession. Der Ort gehört zur Pfarrei Skórowo (Schurow) im Dekanat Główczyce im Bistum Pelplin der Katholischen Kirche in Polen. Hier lebende evangelische Kirchenglieder sind in die Kreuzkirchengemeinde in Słupsk (Stolp) in der Diözese Pommern-Großpolen der Evangelisch-Augsburgischen Kirche in Polen eingepfarrt.